# Yurok
El yurok (també Chillula, Mita, Pekwan, Rikwa, Sugon, Weitspek, Weitspekan) és una llengua amenaçada de la família àlgiques. És la llengua tradicional dels yuroks del comtat Del Norte i del comtat de Humboldt (Califòrnia) a l'extrem de la costa nord de Califòrnia, la majoria dels quals ara sembla que parlen anglès. L'últim parlant nadiu va morir el 2013. A partir del 2012 s'ensenyen classes de llengua yurok a l'escola secundària, i s'espera altres esforços de revitalització per augmentar la població de parlants.
La referència estàndard en llengua yurok és la gramàtica de Robins (1958).

## Nom
Quant a l'etimologia de yurok (Weitspekan), segons Campbell (1997):
| « | Yurok prové del karuk yúruk que vol dir literalment 'riu avall'. El nom tradicional yurok per a ells mateixos és Puliklah (Hinton 1994:157), de pulik 'riu avall' + -la 'poble de', per tant equivalent en significat al nom karuk que va arribar a ser conegut en anglès (Victor Golla, comunicació personal)." (Campbell 1997:401, notes #131 & 132) | » |

| « | La connexió de wiyot i yurok al nord de Califòrnia (que en conjunt es deien abans ritwan, després de l'agrupació de Dixon i Kroeber [1913] de les dues com un dels grups californians més remots) amb l'algonquí va ser proposada per primera vegada per Sapir (1913) i va ser bastant controvertit en aquest moment (vegeu Michelson 1914, 1915; Sapir 1915a, 1915b; vegeu també Chapter 2), però la relació ha estat demostrada posteriorment a satisfacció de tots (vegeu Haas 1958; Teeter 1964; Goddard 1975, 1979, 1990). Abans de 1850 el yurok vivia a la part baixa del riu Klamath. El wiyot (anteriorment anomenat wishosk) vivia a la zona badia de Humboldt, al cinturó de la sequoia; l'últim parlant completament fluid morir el 1962 (Teeter 1964b). Molts estudiosos han comentat que encara que wiyot i yurok són veïns al nord de Califòrnia no semblen tenir una relació més estreta entre si que qualsevol d'elles té amb l'algonquí...." (Campbell 1997:152). | » |

## Classificació
El yurok va ser inicialment classificat juntament amb el wiyot com una llengua ritwan, que al seu torn estaria relacionada amb les llengües algonquines. Actualment encara que es considera suficientment ben fonamentat el parentiu del yurok, amb el wiyot i les llengües algonquines no es considera que el grup ritwan sigui una unitat filogenètica vàlida sent més aviat la classificació d'aquestes llengües:
|  | wiyot                                                          |
|  |                                                                |
|  | \| \| yurok \| \| \| \| \| \| llengües algonquines \| \| \| \| |
|  |                                                                |
|  | yurok                                                          |
|  |                                                                |
|  | llengües algonquines                                           |
|  |                                                                |

|  | yurok                |
|  |                      |
|  | llengües algonquines |
|  |                      |

## Història
Tradicionalment els yurok van ocupar l'escaira nord-oest de Califòrnia al llarg del curs inferior del riu Klamath i sobre la costa del Pacífic propera a la seva desembocadura (de fet "yurok" significa '[habitant] de riu avall' en la llengua dels karuks que vivien en el curs alt del riu). Encara que actualment hi ha uns 3500 persones d'ètnia yurok només al voltant d'una dotzena parlen la llengua original, en moltes àrees es van fondre amb els wiyots.
Durant la febre de l'or de Califòrnia els yurok igual que la majoria de tribus de la regió van sofrir un sever maltractament. La major part de les referències els descriuen com un grup humà tranquil i no hostil, i només molt poques vegades van tenir enfrontaments amb els miners. No obstant això, el govern pagava recompenses de 5 dòlars per cap de tribus agressives, però freqüentment els colons tenien dificultats per distingir un guerrer karok d'un pescador yurok, així que pràcticament tots els indis de Califòrnia van sofrir la caça indiscriminada i més del 90% de la població índia de Califòrnia va ser exterminada al segle xix.

## Descripció lingüística

### Fonologia
L'inventari de vocals del yurok inclou:
|         | Anterior | Central | Posterior |
| ------- | -------- | ------- | --------- |
| Tancada | i iː     |         | u uː      |
| Mitjana | e        | ə əː    | o oː      |
| Oberta  |          | a aː    |           |

L'inventari de consonants ve donat per:
|                      |              | Bilabial | Alveolar | Retroflexa | Postalveolar o Palatal | Velar | Velar | Glotal |
| Simple               | Arrodonida   | Bilabial | Alveolar | Retroflexa | Postalveolar o Palatal |       |       | Glotal |
| -------------------- | ------------ | -------- | -------- | ---------- | ---------------------- | ----- | ----- | ------ |
| Oclusiva or Africada | Simple       | p        | t        |            | tʃ                     | k     | kʷ    | ʔ      |
| Oclusiva or Africada | Glotalitzada | pʼ       | tʼ       |            | tʃʼ                    | kʼ    | kʼʷ   |        |
| Fricativa            | Fricativa    |          | ɬ        | ʂ          | ʃ                      | x     |       | h      |
| Nasal                | Simple       | m        | n        |            |                        |       |       |        |
| Nasal                | Glotalitzada | ʼm       | ʼn       |            |                        |       |       |        |
| Aproximant           | Simple       |          | l        | ɻ          | j                      | ɰ     | w     |        |
| Aproximant           | Glotalitzada |          | ʼl       | ʼɻ         | ʼj                     | ʼɰ    | ʼw    |        |

Crida força l'atenció l'absència de la /s/ simple; la fricativa alveolar és una lateral /ɬ/.
Les aproximants glotalitzades /ʼl ʼɻ ʼj ʼɰ ʼw/ s'articulen acompanyades de creaky voice en la vocal precedent, una oclusiva glotal precedent, o ambdues. Freqüentment aquestes aproximants s'ensordeixen quan apareixen a final de paraula.

### Comparació lèxica
Aquesta secció presenta una comparació dels numerals i un altre lèxic comú, amb el wiyot i les llengües algonquines, mostrant clarament el parentiu:
| GLOSSA            | Wiyot        | Yurok   | PROTO- C-ALGON. |
| ----------------- | ------------ | ------- | --------------- |
| '1'               | kúʔc-ad      | koht    | *kot            |
| '2'               | ṛít-ad       | niʔiy   | *niˑš           |
| '3'               | ṛíkh-ad      | nahksey | *neʔθ           |
| '4'               | ṛiyóhw-ad    | čoʔoney |                 |
| '5'               | wehsoghál-ad | meruh   |                 |
| 'braç'            | šoˑn-        | -sen    | *-θen-          |
| 'os'              | watkaṛ       | wəɬkəˑʔ | *waθkan-        |
| 'el meu ull'      | ṛaliˑṛ       | neylin  | *neškiˑn        |
| 'la seva cama'    | wačkoč       | wacka   | *wexkaˑc        |
| 'el seu fetge'    | watwaṛ       | weɬkun  | *weθkwan        |
| 'la seva boca'    | walul        | weluɬ   | *wetoˑn         |
| 'la seva llengua' | wiˑt         | weypɬ   | *wiˑθan         |
| 'el seu dent'     | wapt         | warpeɬ  | *wiˑpit         |
| 'la seva cua'     | wadiˑʔl      | wəɬəy   | *waθany-        |
| 'greix'           | puʔm         | pemey   | *pemi           |
| 'arbre'           | -oˑtiʔ       | tepoˑ   | *-aˑhtekw-      |
| 'beure'           | meno         | ___     | *mene           |
| 'robar'           | komar        | kemol-  | *kemot          |
| 'llarg'           | ɬoʔw         | know    | *kenw-          |

En la taula anterior s'han emprat alguns signes comunament usats pels americanistes entre ells:
- /c, č/ = AFI /ʦ, ʧ/
- /š, ž/ = AFI /ʃ, ʒ/

## Situació actual
El programa per reviure el yurok s'ha lloat com el programa de revitalització de la llengua més reeixida a Califòrnia. A partir de 2014 hi ha sis escoles al nord de Califòrnia que ensenyen yurok, 4 escoles secundàries i 2 escoles primàries. Rick Jordan, rector de l'Institut de Secundària d'Eureka, una de les escoles amb un programa de llengua yurok, comenta sobre l'impacte que les escoles poden tenir sobre la vitalitat d'una llengua "Fa cent anys, era les nostres organitzacions les que feien fora la llengua de la gent, i ara estem tractant de tornar a infondre-la. Un tros d'alguna cosa que és molt més gran que nosaltres."
L'última parlant nadiu conegut de yurok, Archie Thompson, va morir el 26 de març de 2013. "També va ser l'últim d'uns 20 ancians que van ajudar a revitalitzar la llengua en les últimes dècades, després que els acadèmics en la dècada de 1990 van predir que seria extinta en 2010. Va fer enregistraments de la llengua que es van arxivar pels lingüistes de la UC Berkeley i la tribu, va passar hores ajudant a ensenyar yurok en la comunitat i a l'escola, i va donar la benvinguda als parlants aprenents per sondejar el seu coneixement."
Els lingüistes de la UC Berkeley iniciaren el Yurok Language Project en 2001. El professor Andrew Garrett i un col·lega col·laboraren amb líders tribals en un diccionari Yurok que ha estat aclamat com a model nacional.El Yurok Language Project ha anat molt més enllà que un únic lèxic imprès, però. El diccionari es troba disponible en línia i amb tota mena de cerques. També és possible buscar un diccionari d'àudio, un repositori d'arxius d'àudio de paraules i frases curtes. Per a un estudi més en profunditat hi ha una base de dades de textos compilats on les paraules i les frases poden ser vistos com a part d'un context més ampli.
A partir de febrer de 2013 hi ha més de 300 parlants bàsics yurok, 60 amb qualificacions intermèdies, 37 avançats i 17 considerats que conversen amb fluïdesa. A partir de 2014 nou persones estan certificats per ensenyar yurok a les escoles. El yurok, igual que moltes altres llengües indígenes, utilitza un sistema mestre-aprenent d'entrenar els parlants en el llenguatge, tenint fins i tot nou mestres certificats no serien possibles sense una legislació aprovada el 2009 a l'estat de Califòrnia que permet a les tribus indígenes la facultat de nomenar als seus propis professors d'idiomes.